# Oscar Klefbom
Oscar Klefbom, född den 20 juli 1993 i Hammarö är en svensk före  detta ishockeyspelare (back) som spelade för Edmonton Oilers i NHL.

## Spelarkarriär

### Tidiga år
Klefboms moderklubb är Hammarö HC. Säsongen 2010/2011 debuterade han i Elitserien för Färjestad BK där han var med och vann SM-guld samma säsong. Efter totalt tre säsonger i FBK stack Klefbom över till andra sidan atlanten.

### Edmonton Oilers
I NHL Entry Draft 2011 valdes Klefbom som nummer 19:e totalt av Edmonton Oilers.
Under säsongen 2013-14 spelade Klefbom för AHL-laget Oklahoma City Barons men gjorde NHL-debut den 11 mars 2014 när Oilers slog Minnesota Wild i en 4-3-seger efter straffar. Klefbom noterades för en assist. 28 mars gjorde Klefbom sitt första NHL-mål mot Anaheim Ducks målvakt Jonas Hiller i en 4-3-seger på övertid.
19 september 2015 signerade Klefbom ett 7-årskontrakt, värt 29,2 miljoner dollar med Edmonton Oilers.

## Internationellt
Klefbom vann silver i U18-VM i ishockey 2011. Klefbom var med i det svenska lag som vann Junior-VM 2012 där han också blev uttagen i All Star Team. Klefbom deltog också i Hockey-VM 2015 i Tjeckien där man åkte ut i kvartsfinalen mot Ryssland.

## Statistik

### Klubbkarriär
| 2009–10    | Färjestad BK         | J18 Elit   | 19  | 6 | 10 | 16 | 1  | —  | — | — | — | — |
| 2010–11    | Färjestad BK         | SHL        | 23  | 1 | 1  | 2  | 2  | —  | — | — | — | — |
| 2011–12    | Färjestad BK         | SHL        | 33  | 2 | 0  | 2  | 4  | 11 | 0 | 1 | 1 | 2 |
| 2012–13    | Färjestad BK         | SHL        | 11  | 0 | 3  | 3  | 2  | —  | — | — | — | — |
| 2013–14    | Oklahoma City Barons | AHL        | 48  | 1 | 9  | 10 | 10 | 2  | 0 | 1 | 1 | 4 |
| 2013–14    | Edmonton Oilers      | NHL        | 17  | 1 | 2  | 3  | 0  | —  | — | — | — | — |
| 2014–15    | Oklahoma City Barons | AHL        | 9   | 1 | 7  | 8  | 4  | —  | — | — | — | — |
| 2014–15    | Edmonton Oilers      | NHL        | 60  | 2 | 18 | 20 | 4  | —  | — | — | — | — |
| 2015–16    | Edmonton Oilers      | NHL        | 30  | 4 | 8  | 12 | 6  | —  | — | — | — | — |
| NHL totalt | NHL totalt           | NHL totalt | 107 | 7 | 28 | 35 | 10 | —  | — | — | — | — |

### Internationellt
| År            | Lag           | Turnering     | Resultat      |    | Matcher | Mål | Assist | Poäng | Utv |
| ------------- | ------------- | ------------- | ------------- | -- | ------- | --- | ------ | ----- | --- |
| 2010          | Sverige       | U17           | 3             | 6  | 1       | 3   | 4      | 2     |     |
| 2011          | Sweden        | U18-VM        | 2             | 6  | 1       | 3   | 4      | 4     |     |
| 2012          | Sverige       | JVM           | 1             | 6  | 1       | 1   | 2      | 2     |     |
| 2015          | Sverige       | VM            | 5:a           | 8  | 1       | 3   | 4      | 4     |     |
| Junior totalt | Junior totalt | Junior totalt | Junior totalt | 18 | 3       | 7   | 10     | 8     |     |
| Senior totalt | Senior totalt | Senior totalt | Senior totalt | 8  | 1       | 3   | 4      | 4     |     |